# HAVCR2
El receptor celular 2 del virus de la hepatitis A (HAVCR2), también conocido como inmunoglobulina de células T que contiene dominio de mucina-3 (TIM-3), es una proteína transmembrana que en los seres humanos está codificada por el gen HAVCR2. En 2002, esta proteína fue descrita por primera vez como una molécula de superficie celular expresada por células Th1-CD4+ y Tc1-CD8+ productoras de IFNγ, aunque posteriormente se ha visto que también la expresan los linfocitos Th17, células T reguladoras (Treg) y células inmunes innatas (células dendríticas, células natural-killer y monocitos).

## Funciones
Dentro de las funciones desempeñadas por HAVCR2 se encuentran: 
- Regulación de la respuesta inmune.
- Reconocimiento de la fosfatidilserina de la membrana de células apoptóticas para llevar a cabo su fagocitosis.[7][8][9]
- Actúa como un punto de control inmunitario junto con PD-1.[10]

## Relevancia clínica
Se ha visto una sobreexpresión de HAVCR2 en los linfocitos infiltrantes de tumor (TIL) en algunos casos de cáncer de pulmón, gástrico, renal, de cabeza y cuello, melanoma, schwannoma y linfoma no Hodgkin de células B foliculares. Al actuar como un punto de control inmunitario, se están realizando múltiples ensayos clínicos con anticuerpos monoclonales anti-HAVCR2 en combinación con terapias anti-PD-1 o anti-PD-L1 como posible diana terapéutica.
Por otro lado, nuevos estudios de GWAS han demostrado que las variaciones genéticas de HAVCR2 se asocian con el desarrollo de Alzheimer esporádico o de inicio tardío (LOAD). Se cree que HAVCR2 es capaz de interactuar con APP.